# San Manuel Chaparrón
San Manuel Chaparrón är en kommunhuvudort i Guatemala.   Den ligger i departementet Departamento de Jalapa, i den södra delen av landet, 80 km öster om huvudstaden Guatemala City. San Manuel Chaparrón ligger 919 meter över havet och antalet invånare är 2 624.
Terrängen runt San Manuel Chaparrón är kuperad västerut, men österut är den platt. Runt San Manuel Chaparrón är det ganska tätbefolkat, med 192 invånare per kvadratkilometer. Närmaste större samhälle är Santa Catarina Mita, 7,6 km söder om San Manuel Chaparrón. I omgivningarna runt San Manuel Chaparrón växer huvudsakligen savannskog.